# Смычка (Московская область)
Смычка — бывший рабочий посёлок, ныне микрорайон города Волоколамска Московской области России.

## География
Находится в северной части города, к югу от микрорайона Щекино.

## История
Возник как посёлок при ткацко-отделочной и красильно-отбельной фабрике братьев Старшиновых, открытой в 1882 году в 3 км от Волоколамска. После Октябрьской революции фабрика получила имя В. И. Ленина.
До 1917 года численность населения составляла примерно 500 человек. По материалам Всесоюзной переписи 1926 года, посёлок им. Ленина Щёкинского сельсовета входил в состав Яропольской волости Волоколамского уезда Московской губернии, в нём проживало 100 жителей (48 мужчин, 52 женщины), насчитывалось 10 крестьянских хозяйств. В 1929 году посёлок при фабрике получил статус рабочего посёлка и название Смычка, символизирующее актуальный лозунг того времени «Смычка города с деревней».
В 1963 году включён в черту города Волоколамска.

## Население
| 1926 | 1939  | 1959  |
| ---- | ----- | ----- |
| 100  | ↗2890 | ↗2906 |